# 10222 Klotz
A 10222 Klotz (ideiglenes jelöléssel 1997 UV10) a Naprendszer kisbolygóövében található aszteroida. C. Buil fedezte fel 1997. október 29-én.